# Rocanrol 68
Rocanrol 68 es una película peruana de comedia dirigida por Gonzalo Benavente Secco, con un soundtrack compuesto en gran parte por rock peruano de los años sesenta. Se estrenó el 31 de octubre de 2013 en Lima.
El filme estuvo en competencia en el 17° Festival de Cine de Lima.

## Argumento
Es 1968 y Guille y Bobby, dos amigos que viven en La Punta, Callao, disfrutan en la playa de su último verano antes de iniciar la universidad y comenzar sus vidas de adultos. Manolo es un adolescente que sueña con hacer películas algún día, sin mucha esperanza de conseguirlo por ser peruano. Escuchan rock y se lamentan de lo difícil que les resulta salir de su barrio para ir a algún concierto. Su rutina cambiará con la llegada de una joven de espíritu hippie llamada Emma. La música de Los York's, Los Saicos, Telegraph Avenue, Los Shain's, Traffic Sound, The (St. Thomas) Pepper Smelter y Black Sugar está presente en este filme.

## Elenco
- Sergio Gjurinovic como Manolo.
- Mariananda Schempp como Emma.
- Jesús Alzamora como Guille.
- Manuel Gold como Bobby.
- Gisela Ponce de León como Bea.
- Pablo Saldarriaga como Pablo.
- Leslie Shaw como Male.
- Norma Martínez como madre de Manolo.
- Javier Valdés
- Gianfranco Brero
- Aldo Miyashiro posiblemente como Rolando Carpio.
- Joaquín de Orbegoso
- Camila Zavala
- Els Vandell

## Producción
Ganó el Concurso de Largometrajes de Conacine 2011. Fue filmada en marzo de 2012.
En el 16° Festival de Cine de Lima recibió el premio a Mejor película peruana en construcción. En la siguiente edición del festival estuvo entre las 5 películas más votadas por el público asistente.

## Recepción
En su segunda semana sumó más de 60.000 espectadores en Lima. Finalizó con cerca de 85 mil espectadores.

### Premios y nominaciones
| Año  | Premio                       | Categoría            | Nominado           | Resultado |
| ---- | ---------------------------- | -------------------- | ------------------ | --------- |
| 2013 | Premios Luces de El Comercio | Mejor actor de cine  | Sergio Gjurinovic  | Nominado  |
| 2013 | Premios Luces de El Comercio | Mejor actriz de cine | Mariananda Schempp | Nominada  |